# Trados
SDL Trados es una herramienta de traducción asistida por ordenador (TAO) que desarrolló la empresa alemana Trados GmbH, actualmente distribuido por SDL International.
Es un software para traductores. Este programa se basa en la creación de memorias de traducción, donde se guardarán con formato de segmentos todo el texto que se vaya traduciendo. Además, es posible organizar las memorias según los idiomas y determinar, por ejemplo, la fecha y horario del trabajo, además del usuario.
De acuerdo con una encuesta de 2004 de la Asociación de Estándares de la Industria de la Localización, Trados tenía una participación estimada del 71 % en el mercado global de proveedores de servicios lingüísticos. De acuerdo con la encuesta de memorias de traducción del ICU de 2006, aproximadamente un 35 % de traductores autónomos utilizaba Trados, mientras que un 15 % utilizaba SDL Trados.

## Historia
En 1984, Jochen Hummel e Iko Knyphausen fueron los creadores de esta empresa en Stuttgart, Alemania. Al principio, Trados GmbH era una empresa proveedora de servicios de traducción, pero luego, a finales de los 80, se dedicó a diseñar programas de traducción asistida por ordenador.
En 1992, Trados desarrolló un gestor de terminología multilingüe, MultiTerm, que trabajaba con Windows 3.1x, y un gestor de memoria de traducción, Translator's Workbench, para MS-DOS. En 1994, Workbench ya funcionaba en Windows e introdujo el concepto de fuzzy match  (coincidencia parcial). La integración de las memorias de traducción, los gestores terminológicos y uno de los nacientes procesadores de texto produjo un importante cambio y Trados desplazó a IBM y a su Translation Manager. En 1997, la empresa fue muy reconocida cuando Microsoft compró el 20 % y decidió utilizar Trados para sus necesidades internas de localización. Los años siguientes fueron una carrera para dominar el mercado y adaptarse a los cambios impuestos por la revolución de internet y la globalización. 
En 2005 Trados fue absorbido por SDL International, una empresa proveedora de servicios lingüísticos y propietaria de SDLX, una de las herramientas de TAO competidoras de Trados.

## Productos
Actualmente, SDL Trados Studio incluye numerosos productos de gamas muy diversas, divididos gestión de experiencias web, gestión de contenidos técnicos, otros y, el más utilizado por los clientes generalmente, idiomas. Estos son algunos de los productos más conocidos:
SDL Trados StudioEs la aplicación principal que incluye herramientas para analizar, preparar, gestionar y realizar traducciones, con ayuda o sin ayuda del motor de traducciones automáticas.
SDL MultiTermEs la aplicación de gestión terminológica que se integra con SDL Trados Studio para crear, añadir, editar y gestionar bases terminológicas.
SDL Language CloudEs el acceso seguro al motor que se puede entrenar de traducciones automáticas de SDL. El cual también está integrado con SDL Trados Studio.
SDL OpenExchangeEs el sitio web SDL OpenExchange que ofrece aplicaciones de ayuda para una gran cantidad de tareas relacionadas con el trabajo diario de traductores y gestores de traducción, también integrada con SDL Trados Studio.

## Formatos de documentos fuente
SDL Trados Studio 2019 soporta más de 70 tipos de formatos de archivo, incluidos SGML, XML, HTML, XLIFF, SDLXLIFF (formato nativo de Studio), archivos OpenDocument; archivos de texto; archivos de código fuente (Java, Microsoft .NET...); Microsoft Word, Excel, Bilingual Excel y PowerPoint; y otros formatos de archivo Adobe, PDF, PDF escaneado (OCR incluido) FrameMaker, InDesign e InCopy.

## Gestión de memorias de traducción y glosarios
El formato de la memoria de traducción (TM) de Trados es SDLTM, soportado por SQLite database.
Cuando creamos una nueva memoria de traducción (basada en archivos), SDL Trados Studio crea una base de datos en la que depositará todas las unidades de traducción (segmentos de traducción). La memoria de traducción en SDL Trados Studio también incluirá información contextual de todos los segmentos traducidos y su posicionamiento dentro del documento. Esta funcionalidad permite que la herramienta pueda ofrecer las traducciones más relevantes relacionados con la traducción que estamos realizando.
- Formato de memoria de traducción: .sdltm

SDL Trados Studio también puede trabajar con memorias de traducción alojadas en servidores SDL GroupShare que permiten aumentar la colaboración de todos los actores que intervienen en la traducción.
La gestión de glosarios bilingües o multilingües se hará con SDL Multiterm.

## Integración con motores de traducción automática y postedición
SDL Trados Studio 2019 ha integrado la traducción automática y la postedición dentro de la gestión del flujo de traducciones. Activando la opción de traducción automática, SDL Trados Studio proveerá una traducción automática del segmento (unidad de traducción - TU) si no existiese una traducción previa en la memoria de traducción, dando al traductor la posibilidad de posteditar la traducción obtenida y guardarla en su memoria de traducción personal. SDL Trados soporta actualmente los siguientes sistemas de MT (Machine Translation): Language Weaver, SDL BeGlobal, SDL LanguageCloud y Google Translate. SDL Trados Studio también soporta la integración con Microsoft Translator y otros sistemas de MT usando su API libre.

## Documentación (manuales) y soporte (cursos)
Los manuales de SDL Trados se pueden descargar en el sitio web de la empresa. Además, los usuarios pueden aprender a usarlo mediante los webinars mensuales.